# Liste des cours d'eau de la République centrafricaine
Cet article recense les cours d'eau de la République centrafricaine. Le réseau hydrographique centrafricain s'étend sur deux bassins celui du Lac Tchad drainé par le Chari et celui du Congo drainé par l'Oubangui et la Sangha.

## Lac Tchad
Le bassin du Lac Tchad constitue l'une des deux plus vastes cuvettes endoréiques de notre planète.
- Chari
  - Logone
    - Pendé
    - Mbéré

  - Ouham (Bahr Sara)
    - Nana Barya
      - Bimbbi

    - Nana Bakassa
    - Fafa

  - Bahr Aouk (Aoukalé)
    - Bahr Kameur (Bahr Oulou)
      - Gounda
      - Vakaga
        - Ouandija

      - Ouadi Tiwal
      - Yata

  - Bangoran
  - Bamingui
  - Gribingui

## Océan Atlantique
- Congo (République Démocratique du Congo, Republique du Congo)
  - Sangha
    - Yobé
    - Kadéï
      - Boumbé I
      - Boumbé II

    - Mambéré
      - Nana

  - Oubangui
    - Lobaye
      - Mingui
      - Mbaéré
        - Bodingué

      - Loarmé
      - Topia
      - Lossi
      - Toubaye

    - Lessé
      - Mobo

    - Mpoko
      - Pama
        - Mbali
        - Mbi
        - Bouta

    - Yaji
    - Ombella
    - Kémo
      - Tomi
      - Kouma

    - Ouaka
    - Kotto
      - Bongou

    - Mbomou
      - Mbari
        - Gboyo

      - Chinko
        - Vovodo
        - Botou

      - Ouarra
        - Ngoangoa

      - Gwane
      - Bakalé
      - Mbokou